# Snuten un Poten
Snuten un Poten (Plattdeutsch für ‚Schnauzen und Pfoten‘) bezeichnet ein norddeutsches Gericht, in dem man ursprünglich die zur Haltbarmachung in Salzlauge eingelegten Teile vom Schwein verarbeitete.  Dafür wird das gepökelte Fleisch zwei bis drei Stunden mit Gewürzen (Lorbeer, Wacholderbeeren und Pfefferkörnern) gekocht, vom Knochen abgelöst und noch mal etwa 45 Minuten mit Sauerkraut aufgekocht. Traditionellerweise wird zu dem Gericht Erbsenpüree und scharfer Senf gereicht.

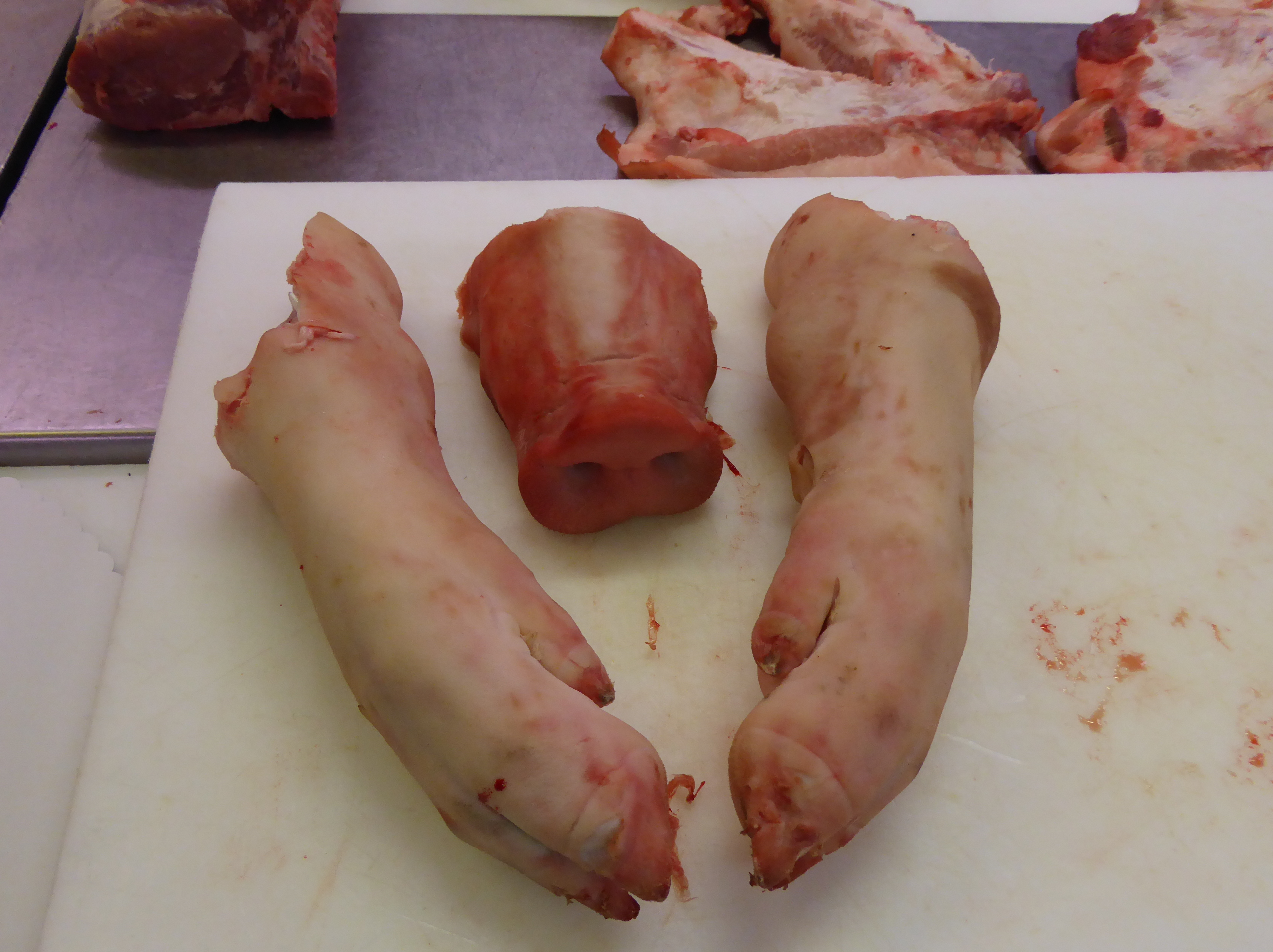
Noch nicht gepökelte Grundzutaten

Im Land Hadeln handelt es sich bei Snuten und Poten um eine Variante des Steckrübeneintopfes, bei dem, an Stelle von geräuchertem Speck, Kochwurst oder Rippchen, Schweinepfötchen und Spitzbein mit Steckrüben, Mohrrüben und Kartoffeln gekocht werden.
Das Hamburger Gesangsduo Gebrüder Wolf besang Snuten un Poten zusammen mit weiteren typisch hamburgischen Gerichten in einem gleichnamigen Couplet, das in der Saison 1911/12 im Rahmen der Revue Rund um die Alster zur Aufführung kam und bis heute als das bekannteste Stück des Duos gilt.